# Мірза Насралла Хан
Мірза Насралла Хан (перс. میرزا نصرالله خان نایینی; 4 січня 1840 — 13 вересня 1907) — перський політичний діяч, перший прем'єр-міністр країни.

## Життєпис
Народився в родині мулли. Юнаком переїхав до Тегерана, де спочатку працював вуличним писарем, складаючи різноманітні листи за неписемних людей. 1862 року одружився з дочкою заможного купця, після чого зміг влаштуватись на державну службу.
Спочатку працював у Міністерстві закордонних справ, потім обіймав різні посади низової ланки в азербайджанських провінціях, служив у Тебризі, але згодом повернувся до МЗС. 1898 року очолив міністерство та проводив перемовини з англійцями щодо надання нафтових концесій. Після ухвалення конституції 7 жовтня 1906 року Мірза Насралла Хан очолив перший затверджений меджлісом уряд. При цьому він намагався переконати протестувальників, які виступали проти конституції, в тому, що Персія залишається абсолютною монархією). Одним з його перших кроків на посту глави уряду стало звільнення низки політичних в'язнів.
17 березня 1907 року вийшов у відставку, втім його кабінет продовжував працювати до 1 травня 1907 року. Помер за нез'ясованих обставин (офіційно — через інсульт, але, за деякими припущеннями, — був отруєний). Похований у поминальному шиїтському храмі в Тайріші. Його старший син Хассан, який також очолював уряд, безуспішно намагався переконати парламент розпочати розслідування смерті батька.